# Лука Маццітеллі
Лука Маццітеллі (італ. Luca Mazzitelli; нар. 15 листопада 1995, Рим) — італійський футболіст, півзахисник клубу «Комо», в якому грає в оренді з клубу «Фрозіноне». Виступав також за низку інших італійських клубів.

## Клубна кар'єра
Лука Маццітеллі народився 1995 року в Римі, та є вихованцем футбольної школи клубу «Рома». У 2013 році футболіста перевели до основної команди римського клубу, проте до основного складу команди Маццітеллі не пробився, і до 2016 року грав у оренді в клубах «Зюйдтіроль» і «Брешія».
У 2016 році футболіст перейшов до складу клубу Серії A «Сассуоло», де він грав до 2018 року, після чого керівництво клубу віддало Маццітеллі до іншого клубу Серії A «Дженоа», а за короткий час після повернення віддали гравця в оренду до клубу Серії B «Віртус Ентелла», а пізніше до іншого клубу другого італійського дивізіону «Піза».
У 2021 році вже на умовах постійного контракту Маццітеллі перейшов до клубу Серії B «Монца».
У 2022 році футболіст перейшов до клубу Серії B «Фрозіноне», з яким виграв другий італійський дивізіон, та грав у складі «Фрозіноне» вже в Серії A. У 2024 році «Фрозіноне» віддало Маццітеллі в оренду до новачка найвищого італійського дивізіону «Комо».

## Виступи за збірні
У 2012 році Лука Маццітеллі дебютував у складі юнацької збірної Італії, загалом на юнацькому рівні взяв участь у 7 іграх.
Протягом 2016—2017 років Маццітеллі залучався до складу молодіжної збірної Італії. На молодіжному рівні зіграв у 7 офіційних матчах.

## Досягнення
Індивідуальні
- Гол місяця в Серії А: Жовтень 2024[7]